# Jüdischer Friedhof (Babčice)
Koordinaten: 49° 28′ 39″ N, 14° 54′ 1″ O

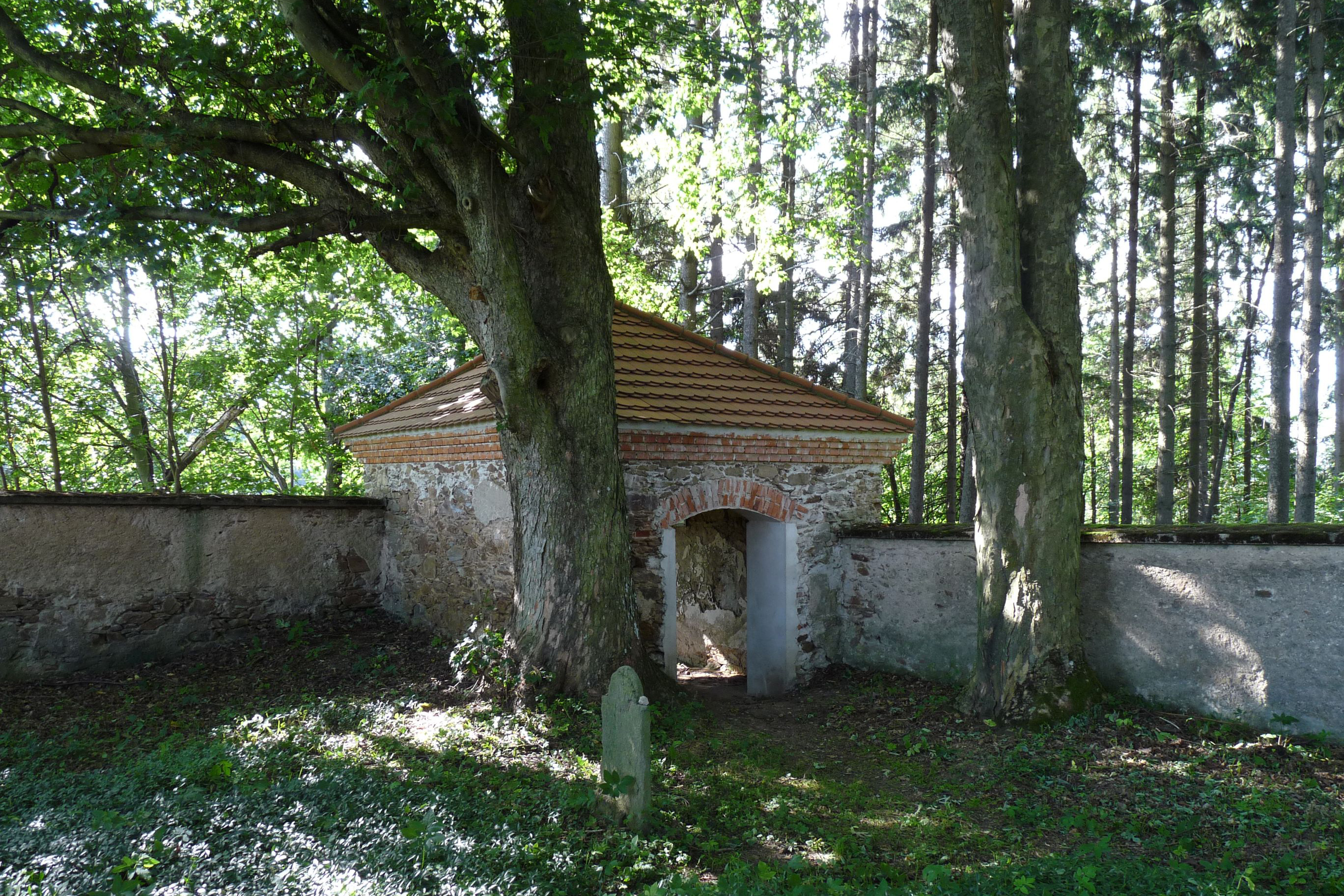
Jüdischer Friedhof in Babčice mit Taharahaus

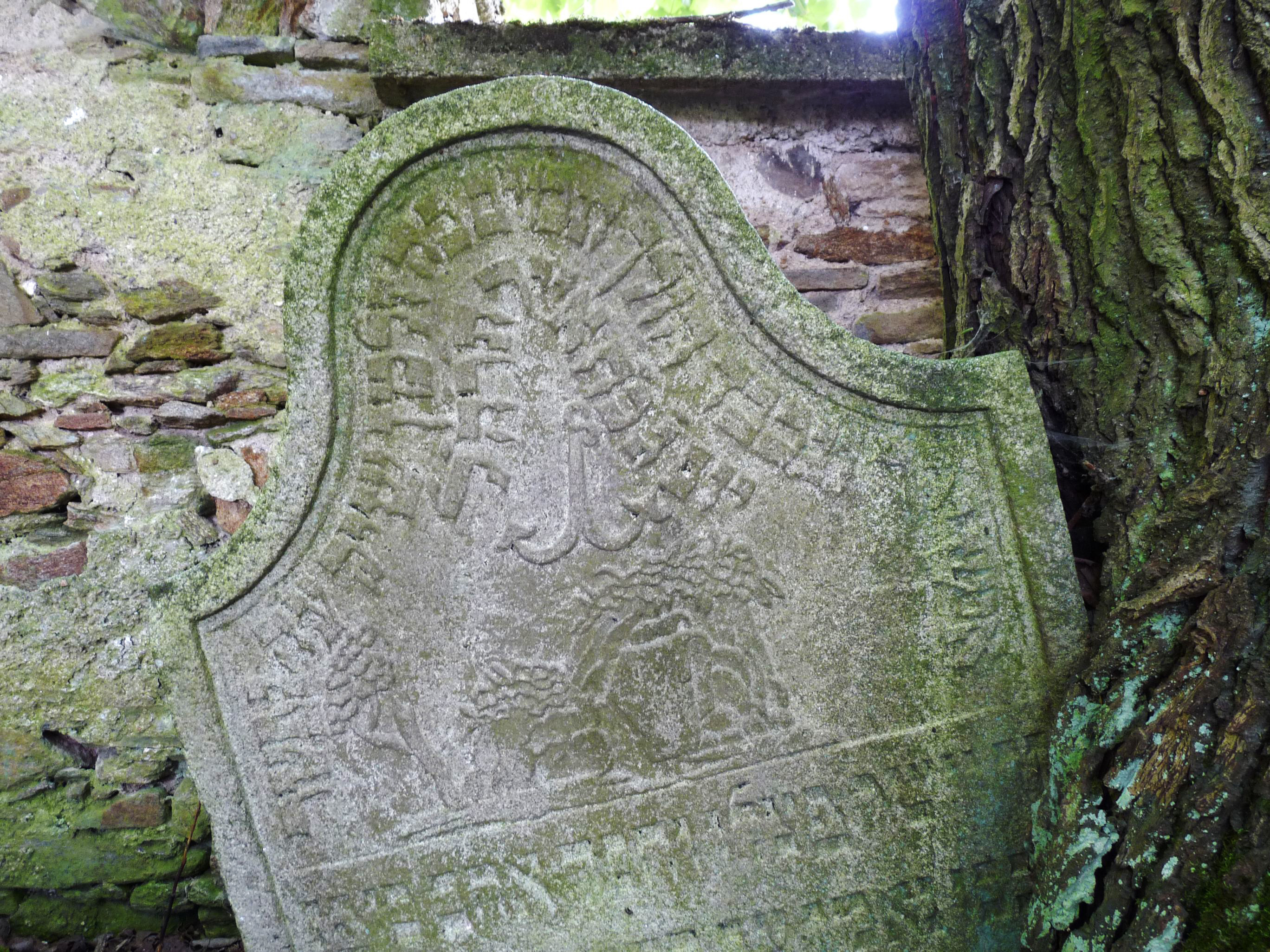
Grabstein

Der Jüdische Friedhof Babčice ist ein jüdischer Friedhof in Babčice, einem Ortsteil der tschechischen Gemeinde Vodice u Tábora im Okres Tábor der Südböhmischen Region. Der im Jahr 1840 errichtete Friedhof ist seit 1958 ein geschütztes Kulturdenkmal.
Auf dem Friedhof befinden sich heute etwa 200 Grabsteine (Mazewot), der älteste aus dem Jahr 1841, und  ein gut erhaltenes Taharahaus.